# Tomás Lefever
Tomás Enrique Lefever Chatterton (Valparaíso, 1926 – Santiago de Chile, 16 de marzo de 2003), compositor, poeta y ensayista chileno.
Lefever compuso para casi todos los géneros musicales, empleando los más diversos medios. Su producción alcanza a más de un centenar de composiciones. Su interesante personalidad convocó a cineastas, teatristas y coreógrafos, quienes solicitaron frecuentemente su colaboración, de tal manera que en su catálogo se incluye abundante música para cine, de largo y corto metraje, video, teatro y danza. Diversas instituciones, grupos musicales e instrumentistas solicitaron su concurso, ejemplos de ello son la cantata EAO-UTE-USACH para coro y orquesta, el ciclo coral Cantautores de Iberoamérica, Madrigales de amor y de guerra para coro mixto a cuatro voces e instrumentos así como las transcripciones para piano de obras de Víctor Jara, Violeta Parra, Silvio Rodríguez, Pablo Milanés y Astor Piazzolla. Como ejemplo de uno de sus últimos trabajos solicitados por instrumentistas (2000) puede mencionarse Trayectoria, para saxofón alto y percusiones (platillo suspendido, triángulo, tres gongs, caja clara y bombo) con un solo percusionista, que Lefever compuso para el saxofonista Miguel Villafruela.
Habiendo sido en principio un autodidacta, la formación de Lefever como compositor se debe fundamentalmente al compositor holandés Fré Focke que fue su profesor en Santiago, en clases privadas. Luego de una primera etapa de serialismo atonalista, producto de la influencia de Fré Focke, Tomás Lefever propuso una vanguardia sonora en la que se combinan el uso no convencional de algunos instrumentos con elementos de la música concreta. El punto más alto de esta tendencia lo alcanza en la década de 1960 a partir de su concepto del piano total —en paralelo con George Crumb en Estados Unidos— que más tarde desarrollará con la utilización de los medios electroacústicos. En su creación de las últimas décadas del siglo XX es igualmente importante su incursión en la música de proyección folclórica, tanto en lo profano como en lo religioso, donde son empleadas estéticas y técnicas inusuales. (Fernando García: Biblioteca Nacional de Santiago de Chile, Dibam, 2007).
Durante varias décadas, Lefever compuso temas musicales para películas, obras de teatro, piezas de danza y series de televisión como “La Quintrala”, una producción que realizó la estatal Televisión Nacional de Chile.
Gastón Soublette, ensayista y musicólogo chileno, ha expresado: «Tomás Lefever fue «como pensador un disidente que optó finalmente por ser un marginal hasta el punto de no preocuparse más por hacer valer su obra ante sus pares, ni ante las instituciones, ni menos aún, ante el público; porque su incompatibilidad con el mundo actual llegó a ser absoluta [...] Es probable que si su obra fuese cabalmente conocida en Europa, despertaría el interés de muchos. Pero la verdadera naturaleza de esa obra, en su totalidad músico-literaria, es la de haber germinado aquí, en nuestras pobres calles, en nuestras semidesérticas tierras, en nuestras modestas habitaciones e instituciones; que su música haya sido ejecutada por orquestas, conjuntos y directores que rara vez alcanzaron a entender lo que este artista quería expresar; que sus diálogos con los gestores de la cultura en Chile hayan sido casi siempre un diálogo de sordos, que sus excelentes programas radiales hayan sido suprimidos para "racionalizar" la actividad de la emisora; que las más intensas proyecciones de su espíritu hayan sido confidencias hechas a amigos en diálogos inolvidables en interminables tardes y noches sin horario. […] En su obra literaria Tomás Lefever ha desglosado hasta el infinito esa experiencia. Y ahí están sus escritos, esperando el ordenamiento y la revisión, para que de algún modo se pueda hacer de ellos una obra organizada y apta que un editor dotado de sensibilidad e inteligencia se interese en publicarla. […] Tomás Lefever […] es uno de los seres más interesantes y fascinantes con que me he encontrado en mi vida, incluida toda mi experiencia en Europa. Un hombre intenso y asediado por problemas metafísicos, cuya experiencia de vida, afortunadamente, quedó para nosotros plasmada en partituras musicales y testimoniada en numerosos y extensos escritos literarios".
Las actividades de Tomás Lefever traspasaron las fronteras de la composición musical. Se distinguió como docente, investigador, radiodifusor cultural así como escritor. Fue parte del cuerpo académico de la Universidad de Chile, de la Pontificia Universidad Católica de Chile, del Conservatorio de Música de Loja, Ecuador, del Instituto Cidec y del Instituto del Pacífico, ambos de Santiago de Chile. Fue asesor musical, compositor y profesor de la Compañía Nacional de Danza del Ministerio de Educación y Cultura en Quito. Trabajó en Chile Films y fue miembro de la directiva de la Asociación Nacional de Compositores de Chile (ANC).
Tomás Lefever contrajo matrimonio con la pianista Magdalena Herrera. Sus hijos, entre los cuales la destacada pintora chilena Eva Lefever, son músicos profesionales o tienen actividades afines a la música.
Algunos de los numerosos ensayos musicológicos de Lefever:
Hacia una expresión sonora contemporánea, Revista Musical Chilena, Año XXIV, julio-septiembre 1970,
N° 112, pp. 14-40. Incluye un Catálogo de obras de Tomás Lefever, de composición y ejecución simultánea.
Lo Neoclásico en la obra de Gustavo Becerra, Revista Musical Chilena, Año XXVI, julio-diciembre 1972, N° 119-120, pp.36-48.
La Música en Chile, Revista Aisthesis de la Universidad Católica de Chile, pp. 201-240.
Fré Focke: el compositor y el maestro, Revista Musical Chilena, enero 1997, vol 51, N° 187, pp. 50-52.
En la Biblioteca Nacional de Santiago se encuentran numerosos trabajos musicales y literarios de Tomás Lefever.